# Feats Don't Fail Me Now
Albums de Little Feat
Dixie Chicken
(1973) The Last Record Album
(1975)
Feats Don't Fail Me Now est le quatrième album studio de Little Feat, sorti en août 1974.
L'album a été certifié disque d'or par la Recording Industry Association of America (RIAA) le 17 avril 1986.

## Liste des titres
| 1. | Rock & Roll Doctor | Lowell George, Fred Martin | 2:57 |
| 2. | Oh, Atlanta        | Bill Payne                 | 3:26 |
| 3. | Skin it Back       | Paul Barrere               | 4:11 |
| 4. | Down the Road      | George                     | 3:46 |
| 5. | Spanish Moon       | George                     | 3:01 |

| 1. | Feats Don't Fail Me Now                  | Barrere, George, Martin Kibbee | 2:27  |
| 2. | The Fan                                  | George, Payne                  | 4:30  |
| 3. | Medley: Cold Cold Cold/Tripe Face Boogie | George, Richie Hayward, Payne  | 10:00 |

## Personnel

### Musiciens
- Paul Barrere : guitare, chant
- Sam Clayton : congas, percussions
- Lowell George : chant, guitare
- Kenny Gradney : basse
- Richard Hayward : batterie, chœurs
- Bill Payne : claviers, chant

### Musiciens additionnels
- Gordon DeWitty : clavinet (piste 5)
- Fred White : batterie (piste 5)
- Emmylou Harris : chœurs
- Bonnie Raitt : chœurs
- Fran Tate : chœurs
- Tower of Power : cuivres